# Tribunal Militar Internacional per a l'Extrem Orient

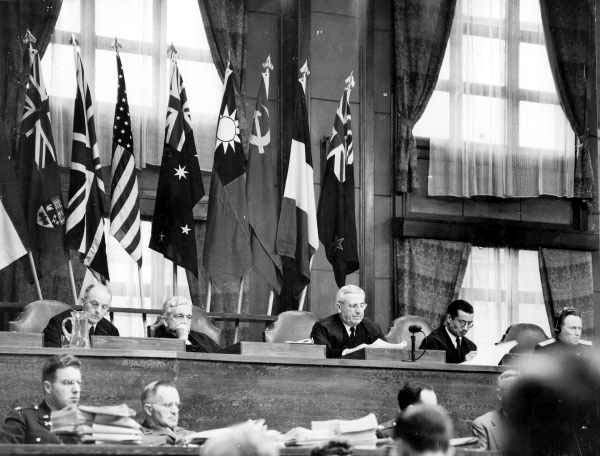
El president del Tribunal i membre del Tribunal Suprem d'Austràlia William Webb durant una sessió el 1946.

El Tribunal Militar Internacional per a l'Extrem Orient va ser l'òrgan jurisdiccional davant del qual es van desenvolupar els Judicis o Processos de Tòquio, organitzats contra els criminals de guerra japonesos un cop acabada la Segona Guerra Mundial.

## Origen
Durant el transcurs de la guerra, els líders aliats Franklin Delano Roosevelt, Winston Churchill i Ióssif Stalin, van emetre el 1942 una proclama en la qual anunciaven que acabat el conflicte, tots aquells caps o líders del militarisme de les nacions que conformaven l'Eix, serien jutjats pels seus delictes. Això va ser ratificat durant les conferències de Teheran (1943), Ialta (1945) i Potsdam (1945).
Una vegada acabada la guerra a Àsia, el 15 d'agost de 1945, l'exèrcit dels Estats Units va ocupar la totalitat del Japó i gran part de les antigues colònies asiàtiques d'aquest país. Des d'aquell moment es va iniciar la persecució i detenció dels alts membres de l'Estat i Exèrcit nipó. En paral·lel amb el Judici De Nuremberg, es va constituir un Tribunal Militar Internacional per a l'Extrem Orient, a fi i efecte de jutjar als imputats dels crims recollits a l'Estatut o Carta de Londres del 8 d'agost de 1945.
El Tribunal va estar format per un conjunt de jutges elegits entre els països victoriosos de la guerra. Aquests països van ser: els Estats Units, l'URSS, Gran Bretanya, França, els Països Baixos, Xina, Austràlia, Canadà, Nova Zelanda, Índia i les Filipines. El Tribunal es va constituir per primera vegada el 3 d'agost de 1946 a Tòquio, i va ser dissolt després de complir la seva tasca el 12 de novembre de 1948. Aquest procés es va aplicar només a la jerarquia resident en el mateix Japó, ja que es van realitzar judicis ad-hoc en diferents llocs d'Àsia contra individus particulars (membres de l'Exèrcit i l'Administració japonesa, en general).
La fiscalia del Tribunal va estar dirigida pel nord-americà Joseph Keenan, i va comptar amb fiscals de tots els països que van nomenar jutges en el Tribunal.

## Els càrrecs

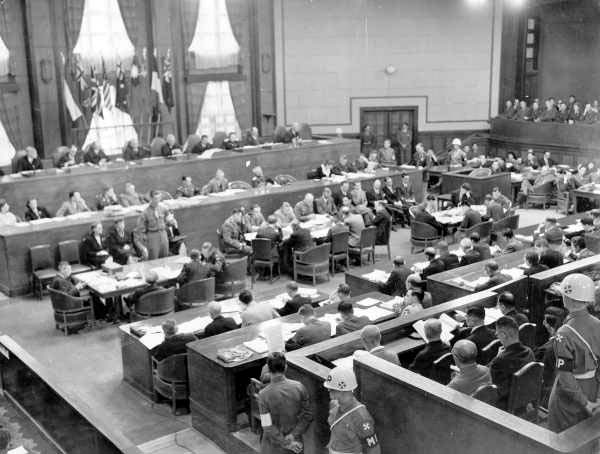
Imagen del Tribunal amb els jutges a la part posterior i els acusats en la zona frontal.

Es van determinar, igual que es va fer a Nüremberg, quatre grans crims o delictes:
- Crims contra la pau i crims de guerra, que es basaven en l'existència d'una premeditació per alterar la pau i l'existència d'assassinats, tortures, violacions contraris a les Lleis de la Guerra.
- Crims contra la humanitat quan es tractava de l'extermini i mort en massa.
- Genocidi quan es tractava de la mateixa mort en massa però de grups ètnics determinats.
- Complot de guerra entès com a procés per atemptar contra la seguretat interior d'un Estat sobirà.

Es va incloure el període de la Segona Guerra Mundial, així com també alguns incidents particulars com la massacre de Nanquín.

## Els acusats i les seves penes
Durant molt temps va ser polèmica l'exclusió del Tribunal de l'Emperador Hirohito, atès que va ser el cap visible de l'imperi en tota la seva expressió, i va atorgar amb el seu consentiment tàcit o efectiu, carta de legalitat als crims comesos pels seus conciutadans. Dels acusats originalment, van morir de causa natural durant el judici l'excanceller Ysuke Matsuoka i l'almirall Osami Nagano. Okawa Shumei va sofrir un col·lapse nerviós durant el judici i no va ser inculpat. A diferència dels Judicis de Nuremberg, el TIPEO no va absoldre cap dels acusats. La llista d'inculpats i la seva condemna és la següent:
Dels inculpats de Classe A, aquests van ser els seus veredictes:
| Nom               | Càrrec                                                     | Sentència       |
| ----------------- | ---------------------------------------------------------- | --------------- |
| Hideki Tōjō       | Primer Ministre                                            | Mort            |
| Kenji Doihara     | Comandant del Servei Aeri de l'Exercit                     | Mort            |
| Kōki Hirota       | Ministre de Relacions Exteriors                            | Mort            |
| Seishirō Itagaki  | Ministre de Guerra                                         | Mort            |
| Heitarō Kimura    | Comandant Força Exped. de Burma                            | Mort            |
| Iwane Matsui      | Comandant Força Exped. de Xangai                           | Mort            |
| Akira Mutō        | Comandant Força Exped. de les Filipines                    | Mort            |
| Sadao Araki       | Ministre de Guerra                                         | Cadena perpètua |
| Kingorō Hashimoto | Instigador de la Segona Guerra Sinojaponesa                | Cadena perpètua |
| Shunroku Hata     | Ministre de Guerra                                         | Cadena perpètua |
| Kiichirō Hiranuma | Primer Ministre                                            | Cadena perpètua |
| Naoki Hoshino     | Secretari cap del Gabinet                                  | Cadena perpètua |
| Okinori Kaya      | Ministre de finances                                       | Cadena perpètua |
| Kōichi Kido       | Lord Guardià del Segell Privat Imperial                    | Cadena perpètua |
| Kuniaki Koiso     | Governador de Corea i Primer Ministre                      | Cadena perpètua |
| Jirō Minami       | Comandant de l'Exèrcit de Kwantung                         | Cadena perpètua |
| Takasumi Oka      | Ministre de la Marina                                      | Cadena perpètua |
| Hiroshi Ōshima    | Ambaixador a l'Alemanya Nazi                               | Cadena perpètua |
| Kenryō Satō       | Cap de la Oficina d'Assumptes Militares                    | Cadena perpètua |
| Shigetarō Shimada | Ministro de la Marina                                      | Cadena perpètua |
| Toshio Shiratori  | Ambaixador a Itàlia                                        | Cadena perpètua |
| Teiichi Suzuki    | President de l'Oficina de Planificació del Gabinet         | Cadena perpètua |
| Yoshijirō Umezu   | Ministre de Guerra                                         | Cadena perpètua |
| Shigenori Tōgō    | Ambaixador a Alemanya, Unió Soviètica, relacions exteriors | 20 anys         |
| Mamoru Shigemitsu | Ministre de Relacions Exteriors                            | 7 anys          |

Les condemnes a morts van ser executades mitjançant la forca a la Presó Sugamo en Ikebukuro, el 23 de desembre de 1948. El 1950 és indultat Shigemitsu Mamoru, qui es convertiria novament l'any 1954 en ministre de Relacions Exteriors. El 1955 es va perdonar als que es trobaven complint sentència, els que van sortir el llibertat aquell any, llevat de Koiso, Shiratori, i Umezu que van morir de causa natural a la presó. Alguns dels condemnats en aquest procés es troben enterrats al Santuari Yasukuni, a Tòquio.

## Crítiques
S'ha criticat aquest tribunal per diverses raons. Les més importants són:
- Nord-americanisme: El Tribunal i la seva fiscalia van ser dirigits gairebé en exclusiva per nacionals dels Estats Units, i van ser els que van tenir major pes a l'hora de dictar les condemnes i el seu posterior indult.
- Unilateralisme: Només van ser jutjats els crims comesos pels països de l'Eix, però no en situacions com el bombardeig atòmic a Hiroshima i Nagasaki i el bombardeig aeri sobre Tòquio, descrits com crims contra la humanitat o l'atac soviètic que va poder configurar un crim contra la pau.
- Casos de Corea i la Xina: El Tribunal no va investigar o ho va fer deficientment quan va tenir davant les greus atrocitats comeses per l'Exèrcit Nipó quan va envair i va ocupar militarment la Xina i Corea. Malgrat això, en el cas de la Xina, es van dur a terme processos davant de 13 tribunals propis que van donar com a resultat 504 condemnats i 149 execucions.
- Hirohito: L'emperador mai no va ser jutjat a raó de l'exercici de la direcció de l'Estat, i al contrari, se li va atorgar immunitat.
- Guerra química i bacteriològica (Shiro Ishii i esquadró 731): Mai no es va investigar o es van sancionar els greus i dramàtics testimonis de proves biològiques en presoners i ciutadans comuns a la Xina durant l'ocupació. Es va informar d'aplicació de guerra química, prohibida fins i tot abans de començar la Segona Guerra Sinojaponesa el 1937.

Segons l'historiador Herbert Bix, Douglas MacArthur i Bonner Fellers havien preparat la seva pròpia aproximació a l'ocupació i reforma del Japó. MacArthur proposava de no modificar en el més mínim la situació de la figura de l'Emperador; es va limitar a continuar la situació existent durant l'últim any de la guerra, resolent les seves implicacions a mesura que les circumstàncies ho requerien. El pla d'acció, anomenat "Operació Llista Negra" de manera informal, consistia a separar Hirohito dels militaristes, mantenint-lo com a element de legitimació de les forces d'ocupació aliades, i usar la seva imatge per potenciar la transformació del poble japonès cap a un nou sistema polític.
| « | […] Mesos abans que iniciés les seves activitats el Tribunal Militar Internacional per a l'Extrem Orient, els més alts subordinats de MacArthur treballaven per atribuir la responsabilitat última de Pearl Harbor a Hideki Tojo. | » |

Citant els debats entre Harry S. Truman, Dwight David Eisenhower i el mateix MacArthur, Bix afirma que immediatament després de desembarcar al Japó, Bonnie Fellers es va posar a treballar en la protecció de Hirohito, en la proteccio del paper que havia exercit durant i al final de la guerra, i va permetret als principals sospitosos de crims de guerra de coordinar les seves versions, a fi de protegir l'Emperador i evitar que pogués ser jutjat.

Diu també John Dower, 
| « | [...]Aquesta reeixida campanya per absoldre l'Emperador de qualsevol responsabilitat de guerra no va conèixer límits. Hirohito no sol va ser presentat com a innocent de qualsevol acte formal que pogués fer-lo susceptible de ser jutjat per crims de guerra. Va ser convertit en una figura gairebé angelical que ni tan sols tenia alguna responsabilitat moral per la guerra. […] Amb el suport complet del quarter general de MacArthur, l'acusació va funcionar, de fet, com un advocat defensor de l'Emperador. | » |

## Efectes posteriors
El conjunt de procediments duts a terme tant a Tòquio com a Nuremberg, van significar l'establiment de regles bàsiques de persecució de criminals de guerra i la determinació de tals delictes.
En aquest sentit el Tribunal de Tòquio va comptar amb l'avantatge d'haver-se iniciat posteriorment al judici alemany, per la qual cosa es van poder corregir part dels errors que es van cometre a Europa. Per exemple, no es va buscar la persecució de les persones jurídiques i les absolucions van ser descartades (malgrat el seu posterior indult).
El llegat d'aquests Tribunals Internacionals (Tòquio i Nuremberg) sens dubte és la Cort Penal Internacional, establerta a Roma el 1998, i que compta com a base fundacional de les seves regles de procediment els Estatuts dels Tribunals de Nuremberg, Tòquio, exIugoslàvia i Ruanda.